# Platymantis parkeri
Platymantis parkeri é uma espécie de anfíbio da família Ranidae.
É endémica da Papua-Nova Guiné.
Os seus habitats naturais são: florestas subtropicais ou tropicais húmidas de baixa altitude, jardins rurais, áreas urbanas e florestas secundárias altamente degradadas.